# フィルムス (4世紀の人物)
フィルムス (ラテン語: Firmus 375年没) は、ベルベル人の王族で、ウァレンティニアヌス1世期のローマ帝国の人物。

## 生涯
フィルムスは、ベルベル人のユバレニ族の王族で有力なローマ軍将校であり、また裕福なキリスト教徒でもあったヌベルの息子だった。ヌベルが死ぬと、子の一人のザンマクが違法に遺産を独占しようとしたが、異母兄弟のフィルムスがザンマクを殺し、ヌベルの後継者となった。
372年から375年にかけて、フィルムスはザンマクの支援者だったコメス・アフリカエのロマヌスに対し反乱を起こした。ロマヌスが360年代に賄賂を差し出さなかったローマ都市を無視し、それらに対する帝国外の部族の襲撃に対する防衛をおろそかにして、アフリカ属州の状況を悪化させたためだった。フィルムスのロマヌスに対する反乱に接して、皇帝ウァレンティニアヌス1世は両者への対応に迫られることになった。
ウァレンティニアヌス1世がロマヌスを排除するべくマギステル・エクィトゥムのテオドシウス（テオドシウス1世の父）を派遣してくると、フィルムスは当初和解に応じ、このウァレンティニアヌス1世の有能な将軍を歓迎する姿勢を見せつつ、裏ではテオドシウスを暗殺して反乱を続行する陰謀を企てていた。しかしこれはトリブヌスのモリウス・テネルに暴かれ、フィルムスは逃亡せざるを得なくなった。
すぐにベルベル諸部族の支持を取り付けたフィルムスは、かつてローマが争ったユグルタやタクファリナスのような逃げ足の速いヌミディア砂漠の野蛮人とのゲリラ戦が長引いているのだと、テオドシウスに言い訳をした。しかしテオドシウスはその時間稼ぎに応じず、すぐに行動を起こし、機動性のある軽歩兵の部隊で砂漠を進撃してきたため、フィルムスは次から次へと部族を渡り歩いて逃れたが、その部族もローマ人に降伏していった。最終的に、イサフレンセス族の王イグマゼンが、フィルムスにローマへ降伏させようとした。しかしフィルムスはテオドシウスに捕まる前に自分を絞め殺し、ローマ人が復讐を行う望みを絶った。
フィルムスの遺体は、伝えられるところではラクダの背に載せられ、テオドシウスが反乱鎮圧の証拠としてセティフへ持ち帰った。
フィルムスはニカイア信条に抵抗し、ドナトゥス派を支持していた。彼はルスックルのニカイア派住民の殺害を命じた。フィルムスの死後、ウァレンティニアヌス1世はドナトゥス派を弾圧する法を制定した。
ローマ皇帝群像には3世紀のアウレリアヌス期の僭称者フィルムスが登場するが、これは4世紀のフィルムスをもとにしたでっち上げだと考えられている
またフィルムスは聖人伝「パッシオ・サンクタエ・サルサエ」にも登場する。彼がティパサの街を包囲した時、街の殉教者聖サルサに助力を求めたが断られ、最終的に敗北した、という内容になっている。